# Superliqa 2011-2012 (pallavolo femminile)
La Superliqa 2011-2012, 21ª edizione della massima serie del campionato azero di pallavolo femminile, si è svolta dal 18 ottobre 2011 al 15 aprile 2012: al torneo hanno partecipato sette squadre di club azere e la vittoria finale è andata per la quinta volta, la quarta consecutiva, al Rabitə Baku.

## Regolamento
La competizione prevede che tutte le squadre si incontrino in due volte in gironi di andata e ritorno, al termine dei quali le prime cinque classificate disputano i play-off scudetto; durante la post-season viene azzerata la classifica e le cinque squadre si affrontano in due round-robin, al termine dei quali la nuova classifica determina la vittoria del campionato.

## Squadre partecipanti
| - Azərreyl - Azəryolservis - Baku - İqtisadçı - Lokomotiv Baku - Lokomotiv Biləcəri - Rabitə Baku |

## Campionato

### Regular season

#### Risultati
| Prima giornata |                                   |             |                            |
|                |                                   |             |                            |
| Riposa:        | Rabitə Baku                       | Rabitə Baku | Rabitə Baku                |
| 26-11          | İqtisadçı Baku-Azəryolservis Baku | 3-1         | 17-25, 25-21, 25-13, 28-26 |
| 26-11          | Lokomotiv Baku-VK Baku            | 0-3         | 20-25, 21-25, 23-25        |
| 17-12          | Azərreyl Baku-Lokomotiv Biləcəri  | 3-0         | 26-24, 25-13, 25-22        |

| Seconda giornata |                                  |                |                            |
|                  |                                  |                |                            |
| Riposa:          | Lokomotiv Baku                   | Lokomotiv Baku | Lokomotiv Baku             |
| 26-11            | Rabitə Baku-Lokomotiv Biləcəri   | 3-0            | 25-10, 25-23, 25-10        |
| 03-12            | Azəryolservis Baku-Azərreyl Baku | 1-3            | 16-25, 19-25, 25-19, 18-25 |
| 03-12            | İqtisadçı Baku-VK Baku           | 0-3            | 25-20, 29-27, 25-20        |

| Terza giornata |                                   |               |                            |
|                |                                   |               |                            |
| Riposa:        | Azərreyl Baku                     | Azərreyl Baku | Azərreyl Baku              |
| 11-12          | VK Baku-Azəryolservis Baku        | 3-0           | 25-14, 25-20, 25-13        |
| 11-12          | Lokomotiv Baku-Lokomotiv Biləcəri | 3-0           | 25-9, 25-11, 25-17         |
| 11-12          | İqtisadçı Baku-Rabitə Baku        | 1-3           | 12-25, 25-17, 23-25, 18-25 |

| Quarta giornata |                              |                    |                            |
|                 |                              |                    |                            |
| Riposa:         | Azəryolservis Baku           | Azəryolservis Baku | Azəryolservis Baku         |
| 13-12           | Lokomotiv Biləcəri-VK Baku   | 0-3                | 10-25, 19-25, 16-25        |
| 14-03           | Azərreyl Baku-İqtisadçı Baku | 0-3                | 25-23, 25-15, 25-15        |
| 26-03           | Rabitə Baku-Lokomotiv Baku   | 3-1                | 29-31, 25-11, 25-20, 25-13 |

| Quinta giornata |                                       |                |                                   |
|                 |                                       |                |                                   |
| Riposa:         | İqtisadçı Baku                        | İqtisadçı Baku | İqtisadçı Baku                    |
| 06-01           | Azəryolservis Baku-Lokomotiv Biləcəri | 3-0            | 25-11, 25-22, 25-18               |
| 06-01           | VK Baku-Rabitə Baku                   | 0-3            | 16-25, 23-25, 18-25               |
| 06-01           | Lokomotiv Baku-Azərreyl Baku          | 2-3            | 16-25, 25-23, 25-20, 23-25, 11-15 |

| Sesta giornata |                                |                    |                            |
|                |                                |                    |                            |
| Riposa:        | Lokomotiv Biləcəri             | Lokomotiv Biləcəri | Lokomotiv Biləcəri         |
| 22-01          | Rabitə Baku-Azəryolservis Baku | 3-0                | 25-16, 25-12, 25-10        |
| 22-01          | Azərreyl Baku-VK Baku          | 3-1                | 15-25, 25-17, 25-23, 25-16 |
| 22-01          | İqtisadçı Baku-Lokomotiv Baku  | 0-3                | 24-26, 21-25, 20-25        |

| Settima giornata |                                   |         |                     |
|                  |                                   |         |                     |
| Riposa:          | VK Baku                           | VK Baku | VK Baku             |
| 25-01            | Lokomotiv Biləcəri-İqtisadçı Baku | 0-3     | 11-25, 20-25, 17-25 |
| 25-01            | Azəryolservis Baku-Lokomotiv Baku | 0-3     | 18-25, 22-25, 11-25 |
| 25-01            | Rabitə Baku-Azərreyl Baku         | 3-0     | 25-14, 25-21, 25-20 |

| Ottava giornata |                                   |             |                            |
|                 |                                   |             |                            |
| Riposa:         | Rabitə Baku                       | Rabitə Baku | Rabitə Baku                |
| 12-02           | Azəryolservis Baku-İqtisadçı Baku | 1-3         | 13-25, 20-25, 27-25, 17-25 |
| 12-02           | VK Baku-Lokomotiv Baku            | 3-1         | 20-25, 25-20, 27-25, 25-14 |
| 12-02           | Lokomotiv Biləcəri-Azərreyl Baku  | 0-3         | 15-25, 14-25, 19-25        |

| Nona giornata |                                  |                |                                   |
|               |                                  |                |                                   |
| Riposa:       | Lokomotiv Baku                   | Lokomotiv Baku | Lokomotiv Baku                    |
| 14-02         | VK Baku-İqtisadçı Baku           | 3-2            | 22-25, 25-22, 25-23, 24-26, 18-16 |
| 14-02         | Azərreyl Baku-Azəryolservis Baku | 3-0            | 25-18, 25-15, 25-21               |
| 14-02         | Lokomotiv Biləcəri-Rabitə Baku   | 0-3            | 12-25, 6-25, 16-25                |

| Decima giornata |                                   |               |                                  |
|                 |                                   |               |                                  |
| Riposa:         | Azərreyl Baku                     | Azərreyl Baku | Azərreyl Baku                    |
| 17-02           | Azəryolservis Baku-VK Baku        | 2-3           | 25-23, 16-25, 25-16, 15-25, 9-15 |
| 17-02           | Lokomotiv Biləcəri-Lokomotiv Baku | 0-3           | 17-25, 14-25, 22-25              |
| 17-02           | Rabitə Baku-İqtisadçı Baku        | 3-0           | 25-15, 25-23, 25-23              |

| Undicesima giornata |                              |                    |                     |
|                     |                              |                    |                     |
| Riposa:             | Azəryolservis Baku           | Azəryolservis Baku | Azəryolservis Baku  |
| 04-03               | VK Baku-Lokomotiv Biləcəri   | 3-0                | 25-19, 25-18, 25-19 |
| 04-03               | Lokomotiv Baku-Rabitə Baku   | 0-3                | 19-25, 20-25, 16-25 |
| 04-03               | İqtisadçı Baku-Azərreyl Baku | 0-3                | 16-25, 20-25, 24-26 |

| Dodicesima giornata |                                       |                |                                   |
|                     |                                       |                |                                   |
| Riposa:             | İqtisadçı Baku                        | İqtisadçı Baku | İqtisadçı Baku                    |
| 07-03               | Lokomotiv Biləcəri-Azəryolservis Baku | 1-3            | 25-22, 19-25, 14-25, 25-27        |
| 07-03               | Rabitə Baku-VK Baku                   | 3-1            | 19-25, 25-14, 25-19, 25-23        |
| 07-03               | Azərreyl Baku-Lokomotiv Baku          | 3-2            | 22-25, 25-15, 19-25, 25-18, 15-13 |

| Tredicesima giornata |                                |                    |                            |
|                      |                                |                    |                            |
| Riposa:              | Lokomotiv Biləcəri             | Lokomotiv Biləcəri | Lokomotiv Biləcəri         |
| 10-03                | Azəryolservis Baku-Rabitə Baku | 0-3                | 14-25, 17-25, 14-25        |
| 10-03                | VK Baku-Azərreyl Baku          | 1-3                | 25-21, 22-25, 20-25, 14-25 |
| 10-03                | Lokomotiv Baku-İqtisadçı Baku  | 3-0                | 25-21, 25-22, 25-21        |

| Tredicesima giornata |                                   |         |                                  |
|                      |                                   |         |                                  |
| Riposa:              | VK Baku                           | VK Baku | VK Baku                          |
| 21-03                | İqtisadçı Baku-Lokomotiv Biləcəri | 3-0     | 14-25, 17-25, 14-25              |
| 21-03                | Lokomotiv Baku-Azəryolservis Baku | 3-2     | 16-25, 20-25, 25-17, 26-24, 15-5 |
| 21-03                | Azərreyl Baku-Rabitə Baku         | 0-3     | 21-25, 14-25, 23-25              |

#### Classifica
| Pos. | Squadra            | Pt | G  | V  | P  | SV | SP | Ratio  | PF | PS | Ratio |
| ---- | ------------------ | -- | -- | -- | -- | -- | -- | ------ | -- | -- | ----- |
| 1.   | Rabitə Baku        | 24 | 12 | 12 | 0  | 36 | 3  | 12.000 |    |    |       |
| 2.   | Azərreyl           | 21 | 12 | 9  | 3  | 29 | 16 | 1.812  |    |    |       |
| 3.   | Baku               | 19 | 12 | 7  | 5  | 26 | 18 | 1.444  |    |    |       |
| 4.   | Lokomotiv Baku     | 18 | 12 | 6  | 6  | 23 | 20 | 1.150  |    |    |       |
| 5.   | İqtisadçı          | 18 | 12 | 6  | 6  | 19 | 22 | 0.863  |    |    |       |
| 6.   | Azəryolservis      | 14 | 12 | 2  | 10 | 13 | 30 | 0.433  |    |    |       |
| 7.   | Lokomotiv Biləcəri | 12 | 12 | 0  | 12 | 1  | 36 | 0.027  |    |    |       |

### Play-off

#### Risultati
| Primo round-robin |                               |     |                                   |
|                   |                               |     |                                   |
| 04-04             | Rabitə Baku-Lokomotiv Baku    | 3-0 | 25-10, 25-18, 25-16               |
| 04-04             | Azərreyl Baku-VK Baku         | 3-0 | 25-23, 25-16, 25-19               |
| 05-04             | Lokomotiv Baku-Azərreyl Baku  | 3-0 | 25-23, 25-21, 30-28               |
| 05-04             | İqtisadçı Baku-Rabitə Baku    | 0-3 | 16-25, 19-25, 15-25               |
| 06-04             | Azərreyl Baku-İqtisadçı Baku  | 3-2 | 25-21, 20-25, 27-29, 25-13, 15-10 |
| 06-04             | VK Baku-Lokomotiv Baku        | 3-0 | 25-17, 25-12, 26-24               |
| 07-04             | Rabitə Baku-VK Baku           | 3-0 | 25-16, 25-20, 25-23               |
| 07-04             | Lokomotiv Baku-İqtisadçı Baku | 3-1 | 25-19, 25-22, 20-25, 25-20        |
| 08-04             | VK Baku-İqtisadçı Baku        | 0-3 | 18-25, 23-25, 23-25               |
| 08-04             | Rabitə Baku-Azərreyl Baku     | 3-1 | 18-25, 25-18, 25-20, 25-17        |

| Secondo round-robin |                               |     |                                   |
|                     |                               |     |                                   |
| 11-04               | Lokomotiv Baku-Rabitə Baku    | 1-3 | 25-20, 23-25, 14-25, 20-25        |
| 11-04               | VK Baku-Azərreyl Baku         | 3-1 | 15-25, 25-18, 25-23, 26-24        |
| 12-04               | Azərreyl Baku-Lokomotiv Baku  | 0-3 | 19-25, 24-26, 20-25               |
| 12-04               | Rabitə Baku-İqtisadçı Baku    | 1-3 | 25-27, 23-25, 25-13, 19-25        |
| 13-04               | İqtisadçı Baku-Azərreyl Baku  | 2-3 | 21-25, 25-21, 17-25, 25-23, 13-15 |
| 13-04               | Lokomotiv Baku-VK Baku        | 0-3 | 7-25, 20-25, 18-25                |
| 14-04               | VK Baku-Rabitə Baku           | 0-3 | 15-25, 17-25, 15-25               |
| 14-04               | İqtisadçı Baku-Lokomotiv Baku | 0-3 | 20-25, 26-28, 19-25               |
| 15-04               | İqtisadçı Baku-VK Baku        | 0-3 | 17-25, 21-25, 19-25               |
| 15-04               | Azərreyl Baku-Rabitə Baku     | 0-3 | 16-25, 12-25, 19-25               |

#### Classifica
| Pos. | Squadra        | Pt | G | V | P | SV | SP | Ratio | PF  | PS  | Ratio |
| ---- | -------------- | -- | - | - | - | -- | -- | ----- | --- | --- | ----- |
| 1.   | Rabitə Baku    | 21 | 8 | 7 | 1 | 22 | 5  | 4.400 | 655 | 496 | 1.320 |
| 2.   | Lokomotiv Baku | 12 | 8 | 4 | 4 | 13 | 13 | 1.000 | 551 | 607 | 0.907 |
| 3.   | Baku           | 12 | 8 | 4 | 4 | 12 | 13 | 0.923 | 545 | 545 | 1.000 |
| 4.   | İqtisadçı      | 8  | 8 | 2 | 6 | 11 | 19 | 0.578 | 622 | 699 | 0.889 |
| 5.   | Azərreyl       | 7  | 8 | 3 | 5 | 11 | 19 | 0.578 | 646 | 676 | 0.955 |

## Classifica finale
| Pos | Squadra            | Verdetto            |
| --- | ------------------ | ------------------- |
| 1   | Rabitə Baku        | In Champions League |
| 2   | Lokomotiv Baku     | In Champions League |
| 3   | Baku               | In Coppa CEV        |
| 4   | İqtisadçı          | In Coppa CEV        |
| 5   | Azərreyl           | In Champions League |
| 6   | Azəryolservis      |                     |
| 7   | Lokomotiv Biləcəri |                     |

## Premi individuali
| Premio                 | Giocatrice         | Squadra        |
| ---------------------- | ------------------ | -------------- |
| Most Valuable Player   | Natalya Mammadova  | Rabitə Baku    |
| Miglior realizzatrice  | Nancy Meendering   | Lokomotiv Baku |
| Miglior attaccante     | Mira Golubović     | Rabitə Baku    |
| Miglior muro           | Mira Golubović     | Rabitə Baku    |
| Miglior servizio       | Polina Rəhimova    | Azərreyl       |
| Miglior palleggiatrice | Iryna Žukova       | Rabitə Baku    |
| Miglior ricevitrice    | Marija Filipova    | Lokomotiv Baku |
| Miglior difesa         | Janneke van Tienen | Baku           |
| Miglior libero         | Marija Filipova    | Lokomotiv Baku |